# Linnékvintetten
Linnékvintetten, är en brasskvintett bildad 1986. Gruppen består idag av Bengt Fagerström (trumpet), Paul Hägglöf (trumpet), Lennart Stevensson (valthorn), Birgitta Lagerstedt (trombon) och Alexander Skylvik (tuba). Gruppen är verksam som en fast ensemble inom länsmusiken i Uppsala län, Musik i Uppland och utgör stommen i brassektionen i Uppsala Kammarorkester.
Linnékvintetten finns representerad på flera skivor som "Frihetsmässa" med Allmänna Sången, "Christmas Songs" med Orphei Drängar och "Tornmusik från Uppsala Domkyrka" (i eget namn). Gruppen har även gjort ca. 40 uruppföranden av svensk musik och har samarbetat med musiker som Christian Lindberg, Bengt Hallberg, Øystein Baadsvik, Ib Lanzky-Otto och Andrew Canning.